# Premios Alfred Bauer

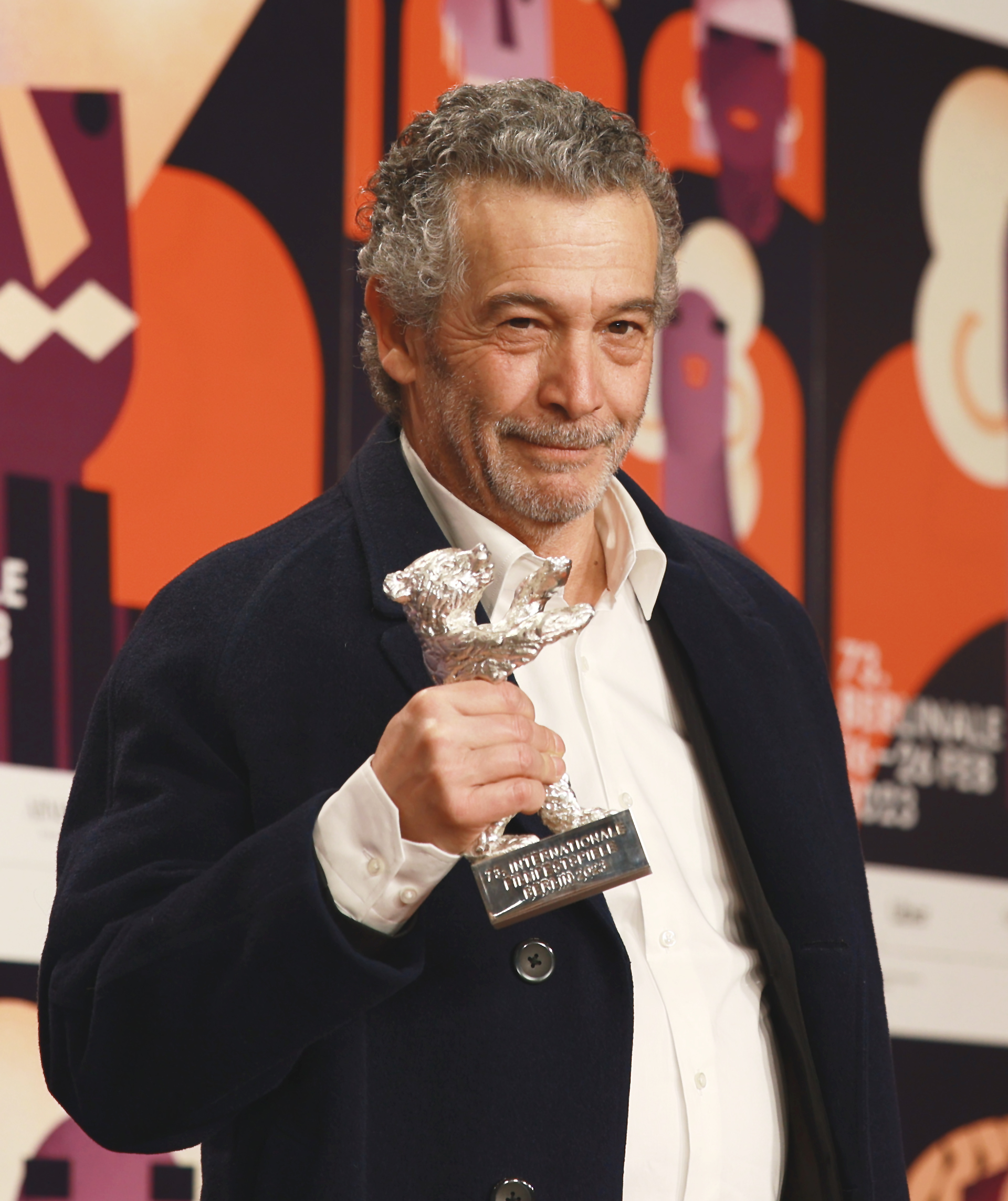
João Canijo, Oso de Plata del Premio del Jurado en la Berlinale 2023.

Los Premios Alfred Bauer fueron un premio cinematográfico anual entregado en el Festival Internacional de Cine de Berlín, como parte de su serie de premios Osos de Plata, en este caso a una película que "abre nuevas perspectivas en el arte cinematográfico". La suspensión fue comunicada en 2020 por la Berlinale motivado por un artículo del periódico semanal DIE ZEIT publicado el 29 de enero de 2020, este arroja nueva luz sobre el papel de Alfred Bauer, el primer director del Festival Internacional de Cine de Berlín (1951-1976), en la política cinematográfica del gobierno de Adolf Hitler (1933-1945).

## Ganadores
| Año  | Film                               | Director            | Nacionalidad       |
| ---- | ---------------------------------- | ------------------- | ------------------ |
| 1987 | Mala sangre                        | Léos Carax          | Francia            |
| 1989 | Sluga                              | Vadim Abdrashitov   | Unión Soviética    |
| 1990 | Karaul (The Guard)                 | Aleksandr Rogozhkin | Unión Soviética    |
| 1992 | Infinitas                          | Marlen Khutsiev     | Rusia              |
| 1994 | Passage to Budah (Hwa-Om-Kyung)    | Jang Sun-woo        | Corea del Sur      |
| 1996 | Vite strozzate                     | Ricky Tognazzi      | Italia             |
| 1997 | Romeo + Juliet                     | Baz Luhrmann        | Australia          |
| 1998 | Hold You Tight                     | Stanley Kwan        | Hong Kong          |
| 1999 | Karnaval                           | Thomas Vincent      | Francia            |
| 2000 | Boy's Choir                        | Akira Ogata         | Japón              |
| 2001 | La Ciénaga                         | Lucrecia Martel     | Argentina          |
| 2002 | Baader                             | Christopher Roth    | Alemania           |
| 2003 | Hero                               | Zhang Yimou         | China              |
| 2004 | María, llena eres de gracia        | Joshua Marston      | Estados Unidos     |
| 2005 | El sabor de la sandía              | Tsai Ming-liang     | República de China |
| 2006 | El custodio                        | Rodrigo Moreno      | Argentina          |
| 2007 | Soy un cyborg                      | Park Chan-wook      | Corea del Sur      |
| 2008 | Lake Tahoe                         | Fernando Eimbcke    | México             |
| 2009 | Gigante                            | Adrián Biniez       | Uruguay            |
| 2009 | El junco                           | Andrzej Wajda       | Polonia            |
| 2010 | Si quiero silbar, silbo            | Florin Șerban       | Rumania            |
| 2011 | Si no nosotros, ¿quién?            | Andres Veiel        | Alemania           |
| 2012 | Tabú                               | Miguel Gomes        | Portugal           |
| 2013 | Vic+Flo Saw a Bear                 | Denis Côté          | Canadá             |
| 2014 | Amar, beber y cantar               | Alain Resnais       | Francia            |
| 2015 | Ixcanul                            | Jayro Bustamante    | Guatemala          |
| 2016 | A Lullaby to the Sorrowful Mystery | Lav Diaz            | Filipinas          |
| 2017 | Pokot                              | Agnieszka Holland   | Polonia            |
| 2018 | Las herederas                      | Marcelo Martinessi  | Paraguay           |